# Caunus
Caunus is een geslacht van wantsen uit de familie van de Reduviidae (Roofwantsen). Het geslacht werd voor het eerst wetenschappelijk beschreven door Carl Stål in 1865.

## Soorten
Het genus bevat de volgende soorten:

- Caunus acutus (Schouteden, 1951)
- Caunus bergrothi Schouteden, 1902
- Caunus calabarensis (Stål, 1858)
- Caunus capensis (Stål, 1855)
- Caunus dolichomerus Reuter, 1882
- Caunus farinator Reuter, 1882
- Caunus lamtoensis (Villiers, 1948)
- Caunus meloui (Villiers, 1948)
- Caunus moniliatus (Miller, 1950)
- Caunus nigrofasciatus (Villiers, 1963)
- Caunus noctulus Hsiao, 1977
- Caunus pedestris (Miller, 1952)
- Caunus proximus Schouteden, 1902
- Caunus seyrigi (Villiers, 1951)
- Caunus ugandensis (Villiers, 1962)
- Caunus villiersi (Schouteden, 1951)